# Zophoryctes
Zophoryctes flavopilosus es una especie de arañas migalomorfas de la familia Barychelidae. Es el único miembro del género monotípico Zophoryctes. Se encuentra en Madagascar.